# Docosia lastovkai
Docosia lastovkai är en tvåvingeart som beskrevs av Chandler 1994. Docosia lastovkai ingår i släktet Docosia och familjen svampmyggor.
Artens utbredningsområde är Israel. Inga underarter finns listade i Catalogue of Life.